# Anhidrosis
El nombre de anhidrosis (del griego antiguo ἱδρώς hidros, "sudor") e -sis), también llamada hipohidrosis, adiaforesis, isquidrosis, oligidria, oligohidrosis o simplemente deficiencia de sudoración, es una deficiencia o ausencia de transpiración.

## Causas
Puede ser causada por la inactividad del sistema nervioso simpático. Las glándulas sudoríparas están conectadas a los nervios por medio del receptor muscarínico, de ahí que medicamentos antimuscarínicos (inhibidores de este complejo) puedan causar anhidrosis.[cita requerida]